# Хронология истории Квебека
История Квебека начинается с 1534 года, когда здесь была основана первая колония.

## XVI век
- 1534 год — французский мореплаватель Жак Картье исследовал залив Святого Лаврентия. 24 июля Картье поставил 9-метровый крест на полуострове Гаспе и присоединил эту территории к землям Франции.
- 10 августа 1535 года — Картье проплыл по реке Св. Лаврентия до деревни Бэ Сен-Лоран.
- 2 октября 1535 года — Картье прибыл в деревню Хошелага на берегу реки Св. Лаврентия.
- 1541 год — Картье основывает первое постоянное европейское поселение в Америке — колонию Шарльсбург-Рояль.
- 1600 год — Пьер де Шовен основал в устье реки Сагеней первый французский форт в Америке — Тадуссак.

## XVII век
- 1603 год — Самюэль де Шамплен присваивает земли Ньюфаундленд и Акадия.
- 1604 год — Пьер Дюгуа, Сьер де Монт и Самюэль де Шамплен основывают поселение Иль-Сен-Круа на территории проживания индейцев Пассамкводди.
- 1605 год — Дюгуа и Шамплен основывают на землях индейцев Микмак селения Порт-Роял и Аннаполис Роял.
- 1608 год — 3 июля Самюэль де Шамплен за счёт короля Генри IV основал город Квебек.
- 1609 год — Шамплен предпринял военный поход против ирокезов. Французы и гуронские индейцы одержали победу.
- 1613 год — Взятие Акадии войсками английского офицера Самуэля Аргалла.
- 1627 год — Кардинал Ришельё основывает компанию «Compagnie de la Nouvelle France». Король Франции Людовик XIII даёт им монополию на торговлю пушниной в обмен на обязательство колонизации Новой Франции.
- 1629 год — Три брата, Дэвид, Льюис и Томас Керк, взяли Квебек.
- 1632 год — Подписание договора в Сен-Жермен-Ен-Ле. Акадия и Квебек возвращены Франции.
- 1641 год — 13 июня начались Бобровые войны.
- 1642 год — 17 мая Джо Шомеди де Мезоннёв и Жанна Манс основали поселение Вилль-Мари (город Монреаль).
- 1648 год — начало геноцида гуронов ирокезами. Губернатором Новой Франции становится Луи д’Эллебуст де Кулонж, который переселяет гуронов в Иль-д’Орлеан.
- 1651 год — Губернатором Новой Франции становится Жан де Лозон.
- 1653 год — Население Квебека составило 2000 человек.
- 1657 год — Пьер де Воер д’Арженсон заменил Жана Лозона.
- 1661 год — Губернатор колонии Пьер ДюБуа.
- 1663 год — Новая Франция становится королевской провинцией Франции. Создан Суверенный Совет.
- 1663 год — Назначение Жана-Баптиста Легардо де Репентиньи на пост мэра Квебека.
- 1665 год — Жан Талон становится интендантом Новой Франции, а Даниэль де Реми де Сурселль губернатором.
- 1666 год — Первая в Новой Франции перепись населения, проведённая Жаном Талоном и показавшая 3,215 человек.
- 1667 год — Подписание мирного договора с побеждёнными ирокезами.
- 1670 год — Основание британской Компании Гудзонова залива.
- 1672 год — Буаде Луи де Фронтенак становится губернатором.
- 1675 год — Жак Дюшесно де ла Дюссинье э д’Амбол становится интендантом.
- 1682 год — Губернатор — Жозеф-Антуан Ле Фебвре де Ла Барре, интендант — Жак де Меулле.
- 1682 год — Рене Робер Кавалье де ла Саль начинает освоение бассейна реки Миссисипи, будущей колонии Луизиана.
- 1685 год — Жак-Рене де Брисай становится губернатором.
- 1689 год — Фронтенак снова становится губернатором.
- 5 августа 1689 года — Полторы тысячи ирокезов нападают на поселение Лашин.
- 1690 год — Уильям Фипс появляется с несколькими кораблями вблизи Л’Иль-д’Орлеан, но отступает.
- 1696 год — Входе Войны короля Вильгельма французами был захвачен полуостров Авалон в Ньюфаундленде и сожжён город Сент-Джонс.
- 1698 год — Луи-Эктор де Кальер стал губернатором.
- 1699 год — Пьер Ле Мойне д’Ибервилль основал в южной части Луизианы первое французское поселение.

## XVIII век
- 1701 год — 4 августа был подписан Великий монреальский мир между 39 племенами и французским колониальным правительством.
- 1702 год — Начало войны королевы Анны.
- 1703 год — Филипп де Риго Водрей стал губернатором.
- 1704 год — Губернатор — Клод де Рамезай.
- 29 февраля 1704 года — Французские и индейские войска под командованием Жана-Батиста Хертель де Рувиля напали на деревню Дирфилд, Массачусетс.
- 1713 год — Подписание Утрехтского мирного договора.
- 1726 год — Карл де ла Бойше — губернатор Новой Франции.
- 1743 год — Луи-Жозеф Готье де ла Верендри и Франсуа де ла Верендри совершили путешествие из Форта Ла Рейне и достигли Скалистых гор.
- 1745 год — Крепость Луисбург переходит англичанам.
- 1748 год — Подписание Договора в Э-ла-Шапель.
- 1749 год — Жак-Пьер де Таффанел становится губернатором.
- 1752 год — Анж Дюкейн становится губернатором.
- 1755 год — Пьер Франсуа де Риго становится губернатором.
- 1757 год — Французы взяли Форт Уильям Генри.
- 1759 год — Капитуляция Квебека.
- 1760 год — Сражение Сен-Фуа. Победа французов.
- 1760 год — Битва при Рестигуш. Последняя битва Семилетней войны в Канаде.
- 1763 год — Подписание Парижского мирного договора. Французские владения в Северной Америке (за искл. Гваделупы) переходят Англии.
- 1763 год — Переименование Новой Франции в провинцию Квебек.
- 1764 год — Губернатором провинции Квебек становится Джеймс Мюррей.
- 1768 год — Губернатором стал Гай Карлтон.
- 1774 год — Принятие Акта о Квебеке.
- 1775 год — Континентальная Армия под управлением Ричарда Монтгомери вторглась в Квебек, в Иль-о-Нуа и осадила Форт Сен-Жан.
- 1775 год — 3 ноября сдаётся Сен-Жан, 13 ноября капитулирует Монреаль.
- 1775 год — 31 декабря войска Ричарда Монтгомери и Бенедикта Арнольда терпит поражение у Квебека.
- 1778 год — Губернатор — Фредерик Халдиманд.
- 1781 год — Осада Йорктауна. Поражение англичан.
- 1791 год — Принятие Конституционного Акта. Разделение Канады на Нижнюю и Верхнюю.

## XIX век
- 1807 год — Джеймс Генри Крейг стал губернатором британских американских колоний.
- 1810 год — Крейг рекомендует парламенту объединение Канады.
- 1811 год — Джордж Превост стал губернатором Нижней Канады.
- 1812 год — Второе американское вторжение в канаду.
- 1830 год — Губернатор — Мэттью Айлмер.
- 1830 год — Создан Монреальский порт.
- 1838 год — Роберт Нельсон провозглашает независимость Нижней Канады.
- 1839 год — Чарльз Пулетт Томсон стал генерал-губернатором Канады.
- 1841 год — Акт об объединении Канады.
- 1849 год — Премьер-министр Объединённой Канады Луи-Ипполит Лафонтен.
- 1864 год — Квебекская конференция, на которой состоялось обсуждение Канадской конфедерации, в будущем, доминиона Канады.
- 1896 год — Уилфрид Лорье стал премьер-министром Канады.
- 1898 год — Увеличение территории Квебека.

## XX век
- 1912 год — Увеличение территории Квебека.
- 1931 год — Принятие Вестминстерского статута.
- 1939 год — Канада объявляет войну Германии.
- 1960 год — Начало Тихой революции.